# Tour della nazionale maschile di rugby a 15 della Nuova Zelanda 2008
A fine 2008 gli All Blacks si recarono in tour nelle Isole britanniche per incontrare le quattro Home nation ; si trattava della prima visita nell'Emisfero Nord dopo la Coppa del Mondo di rugby 2007, ai cui quarti di finale la Nuova Zelanda era stata eliminata dalla Francia.

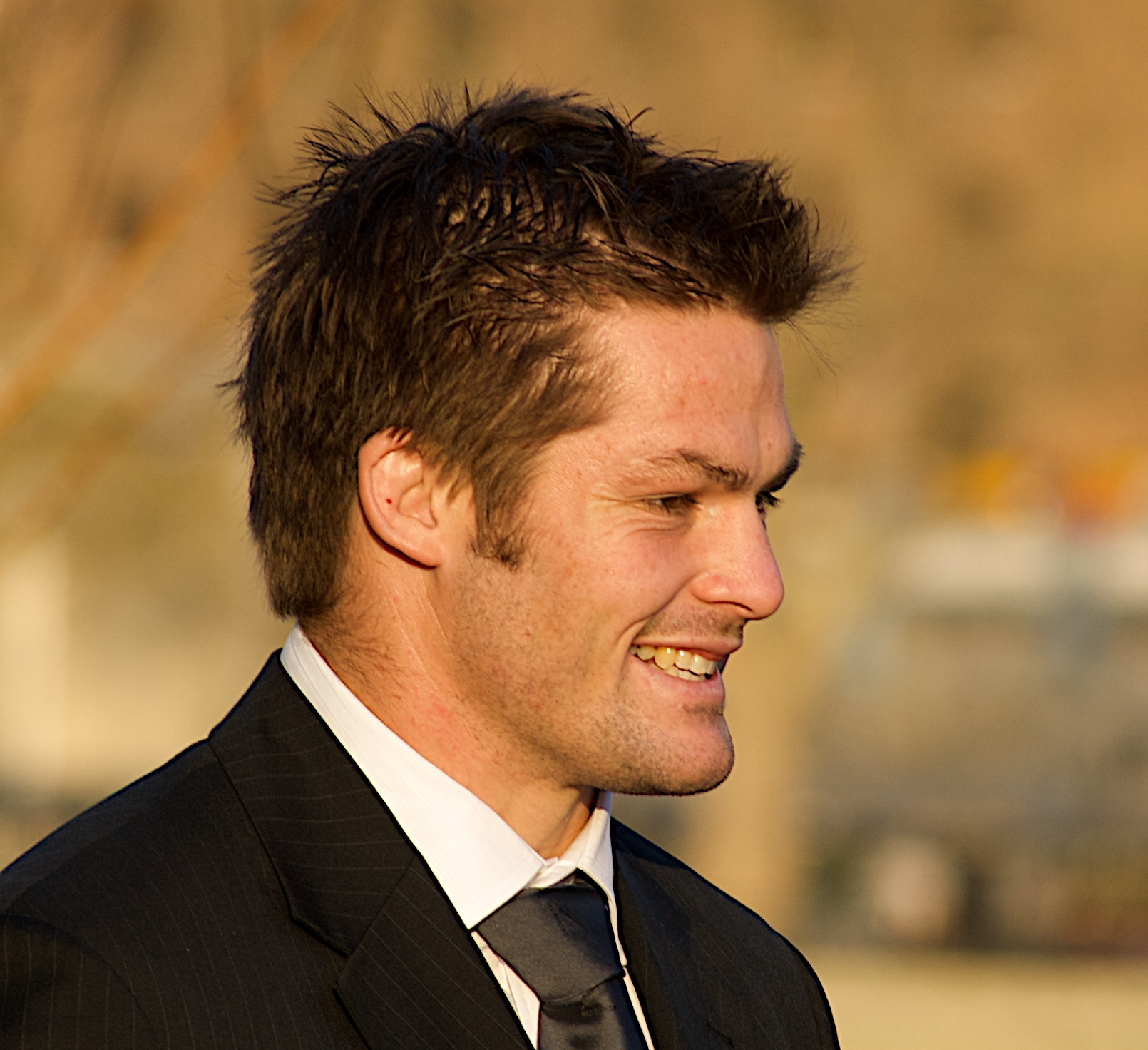
Il capitano Richie McCaw a Londra durante il tour 2008

Guidata dall'allenatore Graham Henry, la squadra era capitanata da Richie McCaw, al suo primo tour da graduato.
Gli All Blacks avevano realizzato il loro più recente Grande Slam nelle Home nation nel 2005 e, prima ancora, nel 1978; il tour del 2008 fu quello dove raggiunsero tale prestigioso traguardo per la terza volta nella loro storia.
Allo sbarco in Europa fece da prologo il quarto e ultimo incontro per la Bledisloe Cup, disputatosi a Hong Kong il 1º novembre contro l'Australia e vinto 19-14.
La prima delle quattro Home nation a cadere fu la Scozia, battuta a Edimburgo per 32-6 e con all'attivo solo due piazzati di Chris Paterson; a Dublino fu l'Irlanda a cedere per 3-22, capace di iscrivere a tabellino solo un calcio piazzato di Ronan O'Gara.
Stesso esito a Cardiff, dove Stephen Jones segnò tutti i punti del Galles che però non poté evitare la sconfitta per 9-29; a Londra, infine, all'Inghilterra fu riservato lo stesso punteggio di 32-6 con cui erano stati battuti gli scozzesi tre settimane prima.
Al termine del tour, oltre allo Slam, gli All Blacks riportarono uno score immacolato alla voce mete al passivo, avendo concesso agli avversari solo una media di due calci piazzati a incontro.

## Risultati

### Bledisloe Cup
| Arbitro: | Alan Lewis |

|                         |      |                   |
| 42' Sivivatu, 63' McCaw | mt   | 7' e 27' Mitchell |
|                         | tr   | 7' e 27' Giteau   |
| 14', 24' e 32' Carter   | c.p. |                   |

### Tour nelle Isole Britanniche
| Arbitro: | Wayne Barnes |

|                   |      |                                               |
|                   | mt   | 8' Tuitavake, 26' Weepu, 41' Kahui, 73' Boric |
|                   | tr   | 8' e 41' Donald, 73' Carter                   |
| 2' e 21' Paterson | c.p. | 5' e 19' Donald                               |

| Arbitro: | Mark Lawrence |

|            |      |                                  |
|            | mt   | 40' tecnica, 47' Nonu, 53' Thorn |
|            | tr   | 40' e 47' Carter                 |
| 37' O'Gara | c.p. | 26' Carter                       |

| Arbitro: | Jonathan Kaplan |

|                        |      |                                 |
|                        | mt   | 55' Nonu, 80'+1 Kaino           |
|                        | tr   | 55' e 80'+1 Carter              |
| 2', 14' e 23' S. Jones | c.p. | 17', 40', 42', 64' e 74' Carter |

| Arbitro: | Alain Rolland |

|                         |      |                                |
|                         | mt   | 58' e 66' Muliaina, 72' Nonu   |
|                         | tr   | 72' Carter                     |
| 17' Flood, 49' Armitage | c.p. | 15', 27' 36', 39' e 62' Carter |